# Eunapio

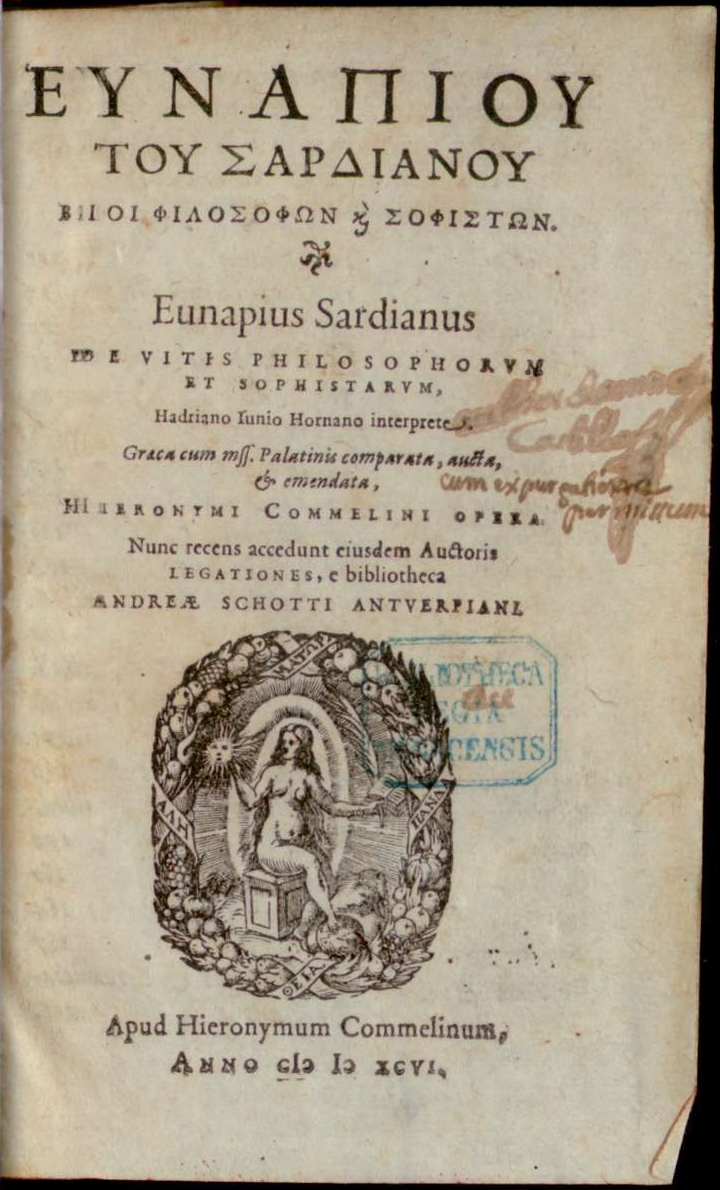
Frontispicio de una edición de las Vidas de los sofistas cuyo texto es traducción del griego al latín por obra de Adriano Junio (Hadrianus Junius). Heidelberg. 1596.

Eunapio de Sardes (Sardes, 347-c. 414) fue un rétor e historiador griego.

## Biografía
Eunapio estudió en su ciudad natal con el filósofo neoplatónico Crisantio antes de trasladarse aún muy joven a Atenas, donde se convirtió en el discípulo favorito del retórico Proaresio.
Eunapio poseía un considerable conocimiento sobre medicina. Al parecer, residió durante sus últimos años en la ciudad de Atenas enseñando retórica. Iniciado en los misterios eleusinos, fue admitido en el colegio de los Eumólpidas y se convirtió en hierofante. Existen evidencias que permiten afirmar que aún vivía durante el reinado del joven emperador Teodosio II.

## Obra
Eunapio fue el autor de dos trabajos; uno escrito en 405 y titulado Vidas de los sofistas, y otro consistente en una continuación de la historia de Dexipo. Aunque el primer trabajo aún se conserva, del segundo sólo quedan algunos fragmentos, si bien los hechos relatados en el mismo han sido extensamente incorporados en el trabajo de Zósimo. Este trabajo abarcaba la historia de los hechos acontecidos entre 270 y 404.
Respecto a las Vidas de los sofistas, se trata de una colección de biografías sobre veintitrés filósofos antiguos y coetáneos del autor. Este trabajo es valioso en tanto se trata de la única fuente sobre la historia de los neoplatónicos de ese periodo. El estilo de ambos trabajos está marcado por la amarga hostilidad del autor hacia el cristianismo. Focio editó una nueva versión de la historia, en la cual omitió los pasajes más ofensivos para los cristianos.